# Сутовський Еміль Давидович
Еміль Давидович Сутовський (19 вересня 1977, Баку, Азербайджанська РСР) — ізраїльський шахіст, гросмейстер (1996). Президент Асоціації шахових професіоналів.
рейтинг станом на лютий 2018 року — 2658 (90-те місце у світі, 4-те в Ізраїлі).

## Життєпис
Навчився грати в шахи у чотирирічному віці. У 1996 році Сутовський переміг на юніорському чемпіонаті світу. Чемпіон Європи (2001). У 2010 році на шаховій олімпіаді в складі збірної Ізраїлю завоював бронзові нагороди, а також посів 1 місце серед шахістів, які виступали на 2 дошці. Еміль Сутовський — переможець багатьох турнірів за участю найсильніших гросмейстерів: Меморіал Відмара (2003), Гібралтар (2003), Аерофлот опен (2005), Антверпен (2009).
Має чудові вокальні здібності (бас-баритон). Також гросмейстер є капітаном команди шахістів в інтелектуальній грі «Що? Де? Коли?». Володіє п'ятьма іноземними мовами.

## Зміни рейтингу
| На цьому місці має відображатися графік чи діаграма, однак з технічних причин його відображення наразі вимкнено. Будь ласка, не видаляйте код, який викликає це повідомлення. Розробники вже працюють для того, щоби відновити штатне функціонування цього графіка або діаграми. | |
| | На цьому місці має відображатися графік чи діаграма, однак з технічних причин його відображення наразі вимкнено. Будь ласка, не видаляйте код, який викликає це повідомлення. Розробники вже працюють для того, щоби відновити штатне функціонування цього графіка або діаграми. |